# Felicia (tango)
Felicia es un tango con música de Enrique Saborido, sobre la cual escribió una letra Carlos Mauricio Pacheco, un montevideano al igual que el anterior. Saborido estrenó el tango en un salón de baile en 1907, lo grabó por primera vez Genaro Espósito y posteriormente fue registrado por otros intérpretes de primer nivel, siempre en versión solo instrumental.

## Los autores
Enrique Saborido fue un pianista, compositor y bailarín de tangos que nació hacia el año 1877 en Montevideo, Uruguay, y falleció el 19 de septiembre de 1941 en Buenos Aires, Argentina, país en el cual residía y cuya ciudadanía había adoptado. Fue el autor del difundido tango La morocha, entre otras composiciones de ese género. Carlos Mauricio Pacheco (Montevideo, Uruguay, 1 de diciembre de 1881 - Buenos Aires, Argentina, 8 de febrero de 1924) fue un dramaturgo de conocida trayectoria que se dedicó al género del sainete. Escribió y estrenó 68 obras teatrales -algunas de ellas fruto de su colaboración con otros autores-, casi todas dentro del género del sainete tragicómico.

## Nombre del tango
Cuando en 1907 Saborido estrenó el tango, que todavía no tenía título, una de las parejas que lo bailó en la pista del salón era la de Carlos Mauricio Pacheco y su esposa Felicia Ilarregui, que al finalizar la pieza se acercaron al músico para preguntarle por la obra. Saborido les contó de su autoría y le pidió a la mujer que fuera la madrina. Allí mismo lo bautizó como Felicia.

## Modificaciones posteriores
Escriben Amuchástegui y Del Priore que

“Saborido había estructurado el tango en tres partes, con la característica de ser, la primera, una suerte de introducción en contratiempo con arpegios descendientes- Señalemos lo novedoso del ostinatto inicial que, como observa hoy el músico Raúl Garello es el antecedente más antiguo del recurso que reaparecerá en Gallo ciego, de Bardi, A fuego lento de Salgán, Zum de Piazzolla o Bien al mango del mismo Garello.”

Años después, Saborido incorporó a la primera parte de la obra una armonía de violín y cambió la marcación a cuatro acordes por compás en lugar del dos por cuatro, modificaciones ambas que se encuentran en las ediciones desde entonces. Saborido decía de Felicia: "es el más tango de mis tangos".

## La letra
El texto ideado por Pacheco no es cantable pues su métrica no se adapta a la música, está hecho para ser recitado, y con esta palabra se coloca en las partituras editadas. La letra se inicia con esta estrofa:

”Allá en la costa apartada
donde cantan las espumas
el misterio de las brumas
y los secretos del mar.”

Su temática no tiene relación con la esposa de Pacheco y no contiene ninguno de los elementos que, dentro de la gran variedad del género, caracterizan a los tangos.

## Grabaciones
Entre quienes grabaron la obra después de Espósito se encuentran los conjuntos dirigidos por Adolfo Carabelli, Juan D’Arienzo, Francisco Canaro, Julio Pollero ,Roberto Firpo con su cuarteto, Mariano Mores con su sexteto y Osmar Maderna, además del Quinteto Real y la orquesta Solo Tango.